# Gunnebo
Gunnebo is een plaats in de gemeente Västervik in het landschap Småland en de provincie Kalmar län in Zweden. De plaats heeft 989 inwoners (2005) en een oppervlakte van 149 hectare.